# Ligne 3230 (DB Netz)
 (septembre 2023).
Si vous disposez d'ouvrages ou d'articles de référence ou si vous connaissez des sites web de qualité traitant du thème abordé ici, merci de compléter l'article en donnant les références utiles à sa vérifiabilité et en les liant à la section « Notes et références ».

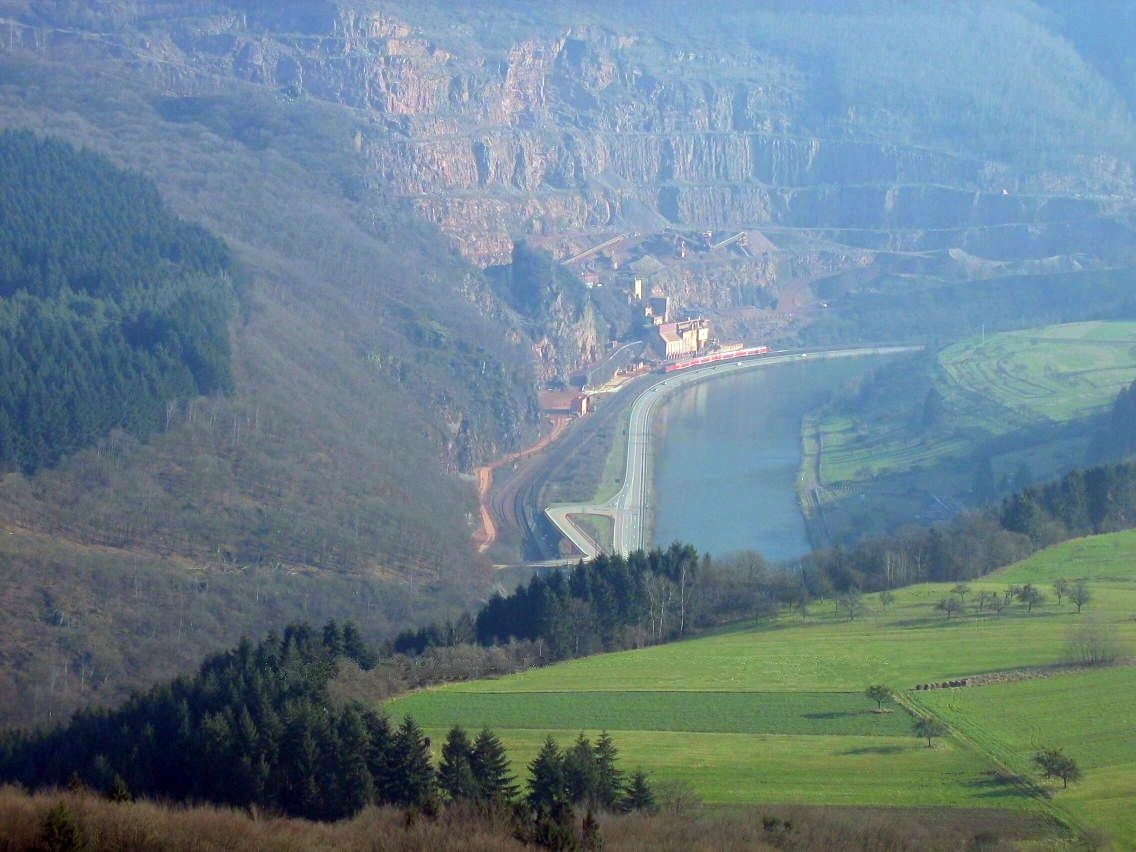
Express régional avec voiture à deux niveaux et en toile de fond la grande carrière de quartzite dans la vallée de la Sarre près de Taben-Rodt

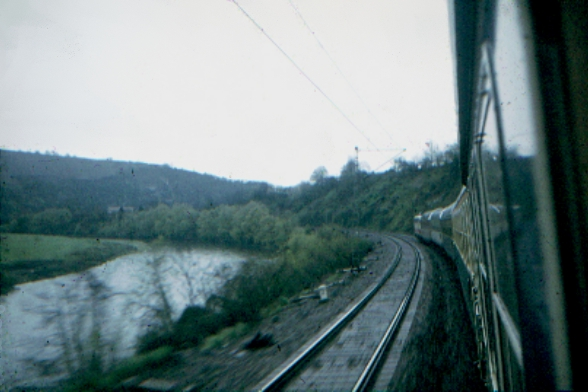
Train express dans la vallée de la Sarre près de Mettlach

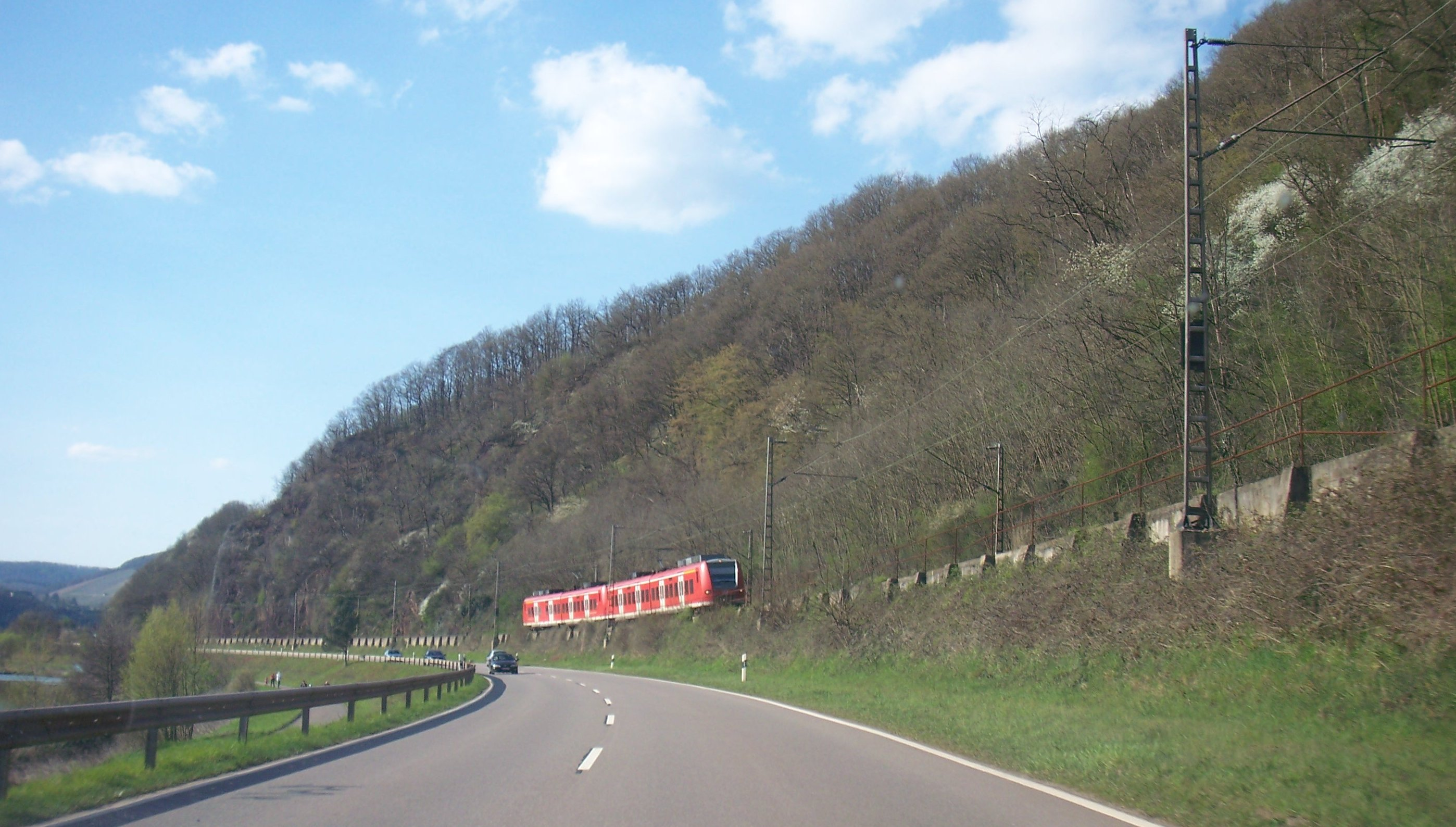
Express régional sur la ligne de la Sarre entre Sarrebourg et Serrig

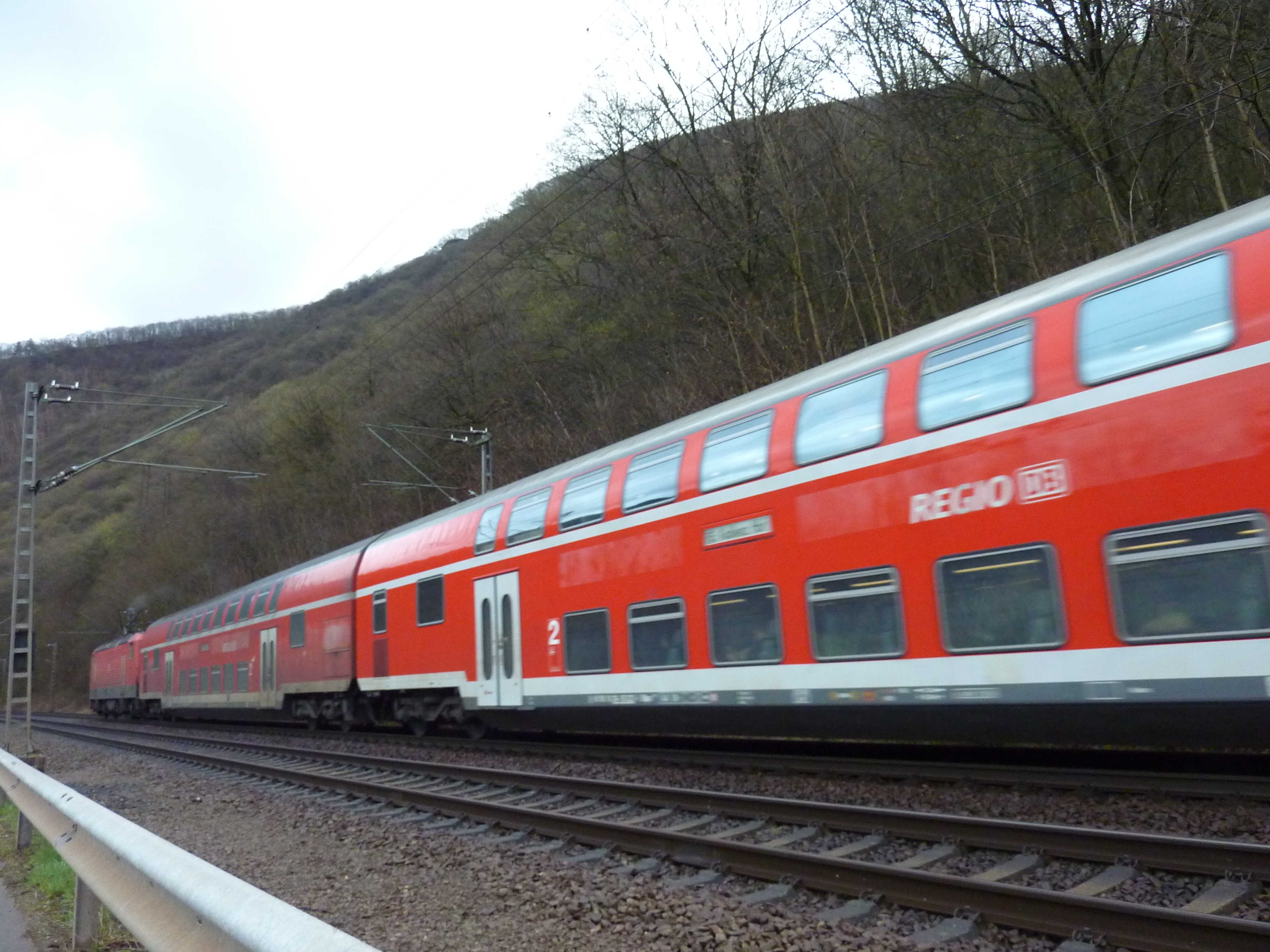
Train à deux niveaux sur la ligne de la Sarre

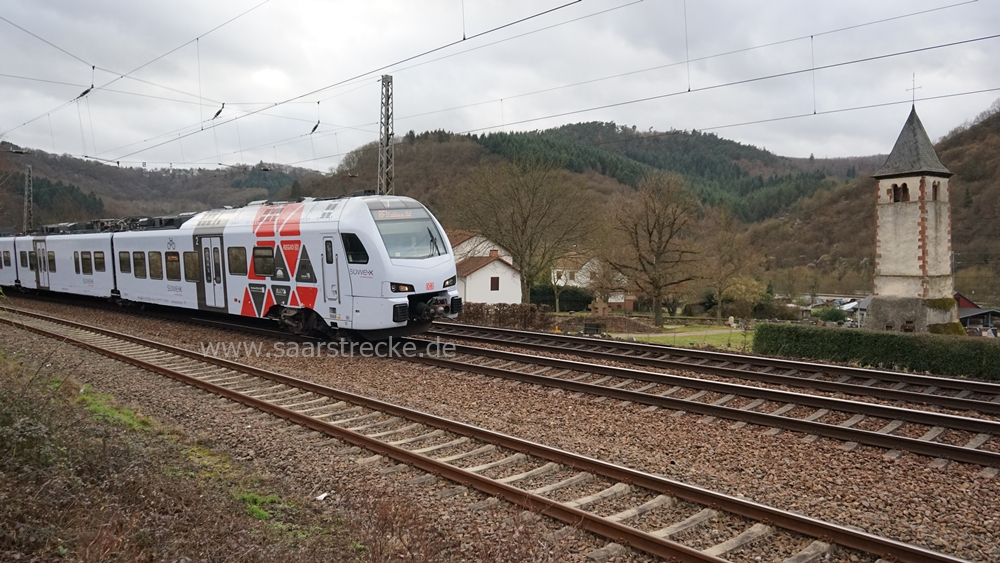
Véhicule SÜWEX près de Serrig

La ligne 3230, dite aussi ligne de la Sarre (en allemand Saarstrecke) est une ligne de chemin de fer de Sarrebruck à Konz-Karthaus. Elle portait le numéro 685 dans l'atlas de la Deutsche Bahn et désormais le numéro 3230 dans la nomenclature de DB Netz. Le tronçon Sarrebruck – Saarholzbach appartient au réseau de transport du Land de Sarre (SaarVV), tandis que le tronçon entre Taben-Rodt et Karthaus appartient au réseau de transport de la région de Trèves (VRT).

## Histoire

### Période prussienne
L'objectif de cette voie de 88 kilomètres était de relier les zones économiques de Trèves, Mettlach (grès), Völklingen (fonderie de fer), à Sarrebruck et la région de la Sarre au sens large, et au-delà, vers les industries minières de la région de la Ruhr et des ports de la mer du Nord.
Des sources de l'époque font état d'une longueur totale de 12 milles prussiens et de coûts de construction prévus de 5,6 millions de thalers.
Lorsque le premier train arriva à Trèves à la fin de 1859, il dut être tiré par des chevaux de Ponten jusqu'à Mettlach par la montagne, car le tunnel n'était pas encore achevé à cette époque.
Dès le début, la ligne de la Sarre a dû faire face à un important trafic de passagers ainsi qu'au trafic de marchandises lourdes, qui nécessitait l'utilisation des locomotives les plus puissantes.
En 1895, la création des chemins de fer prussiens fut achevée. Le chemin de fer de Sarrebruck appartenait désormais à la Königliche Eisenbahndirektion Saarbrücken.
Le 19 novembre 1918, il y eut une explosion et un incendie dans un train de voyageurs entre Völklingen et Bous. 14 personnes ont été tuées et 13 autres blessées,.
La fin de la Première Guerre mondiale entraîne alors des changements radicaux. La plus grande partie de la ligne de la Sarre appartenait à la nouvelle région de la Sarre, administrée par la Société des Nations. Le tronçon de ligne au sud de Mettlach était exploité par les chemins de fer de la Sarre (SAAR), tandis que le tronçon nord était exploité par la Deutsche Reichsbahn nouvellement créée.
Ce n'est que lorsque la région de la Sarre fut restituée au Reich allemand en 1935 que l'ensemble de la ligne appartint à nouveau à la direction de la Reichsbahn de Sarrebrück.

### Période d'après-guerre
Après la fin de la Seconde Guerre mondiale en 1945, la ligne de la Sarre est à nouveau divisée en 1947. La section au sud de Saarholzbach, dans la Sarre sous protectorat français, était exploitée par les chemins de fer de la Sarre (EdS), et la partie nord initialement par la Betriebsvereinigung der Südwestdeutschen Eisenbahnen (SWDE) puis à partir de 1951 par la Deutsche Bundesbahn (DB). Jusqu'en 1972, la direction régionale de Trèves de la DB en fut responsable. Mais avec l'incorporation de la Sarre au territoire fédéral, la ligne fut entièrement confiée aux chemins de fer fédéraux.
Ce n'est cependant qu'avec l'incorporation douanière de la Sarre en 1959 que la gare douanière s'est installée à Saarholzbach.

### Électrification
Malgré l'important trafic de marchandises du Montanunion, la ligne de la Sarre n'a pas été l'une des premières lignes de la Deutsche Bundesbahn à être électrifiée. La première étape fut Völklingen en 1962, puis Saarholzbach en 1972, et un an plus tard Trèves fut atteinte. Dès lors, l'intégralité de l'itinéraire, ainsi que celui de la ligne de la Moselle, étaient désormais sous caténaire jusqu'à Coblence. L'itinéraire est exploité sous la tension DB habituelle de 15 kV à 16 2/3 Hz. Une électrification prévue dans les années 1950 avec le système électrique industriel français (25 kV 50 Hz) a été omis lors de l'intégration de la Sarre. À cette occasion, la France et l'Allemagne décident de canaliser la Moselle. Celle de la Basse-Sarre n’a suivi que dans les années 1980.

## Infrastructure

### Ligne
De Sarrebruck en descendant la vallée de la Sarre, la ligne a été ouverte le 16 décembre 1858 jusqu'à Merzig et le 26 mai 1860, la gare de Trèves Ouest est ouverte sur la rive gauche de la Moselle. La ligne elle-même reste sur la rive droite de la Sarre en en suivant les innombrables méandres, ce qui impose des rayons très serrés. Au total, 99 courbes sont comptées. Ce n'est qu'entre Mettlach et Besseringen qu'un tunnel raccourcit le parcours de la  Boucle de la Sarre.
De Karthaus à Trèves, les trains empruntent la ligne ferroviaire Thionville – Trèves (« ligne Haute Moselle »). Au-delà deTrèves, ces lignes ferroviaires sont prolongées via la ligne de l'Eifel (de) jusqu'à Cologne et la ligne de la Moselle jusqu'à Coblence. Le constructeur était la Königliche Saarbrücker Eisenbahn, l'un des premiers chemins de fer possédés et exploités par l'État prussien.

## Exploitation
Outre le trafic de marchandises intense avec des trains de minerais lourds depuis les ports de la mer du Nord vers Dillinger Hütte et les autres usines sidérurgiques de la Sarre, le transport de charbon en provenance des mines de la Sarre dominait dans les premières années. Aujourd'hui, outre les trains de minerais lourds, il existe également des trains de marchandises de transport combiné normaux.

### Liaisons à longue distance
Dans le transport ferroviaire longue distance de voyageurs, l'itinéraire a longtemps été utilisé par les trains express de Sarrebruck, soit de Trèves par la ligne de l'Eifel (de) via Gerolstein, soit par la ligne de la Moselle puis la ligne de rive gauche du Rhin via Coblence jusqu'à Cologne. Avant l'électrification, les express étaient répartis assez équitablement sur les deux itinéraires. Ce n’est qu’à ce moment-là qu’une nette préférence pour le tracé de la Moselle se fait sentir, puisque le tracé de l’Eifel n’est pas encore électrifié.
Bien que l'inclusion dans le réseau InterCity eût été demandée à plusieurs reprises à partir de 1971, il n'existait qu'une seule ligne City-D-Zug (DC) avec trois paires de trains via Coblence et Cologne jusqu'à Düsseldorf HBf à partir de 1973, mais celles-ci ont été interrompues en 1978. Des Intercity-Komfort en première et seconde classe, mais sans voiture-restaurant, ont été proposés dès les années 1980.
Avec l'introduction du réseau Interregio (IR) à partir de 1988, la ligne de la Sarre a été intégrée à ce système ferroviaire. À partir de 1991, il y a eu un IR cadencé toutes les deux heures sur l'itinéraire Sarrebruck – Coblence – Cologne– Munster – Brême – Cuxhaven (et certains jusqu'à Greifswald). Ceci a été consolidé par des trains express horaires entre Coblence et Sarrebruck. Ce n'est qu'à partir de 1994, avec la conversion complète du matériel roulant, que les trains D furent transformés en IR. Mais depuis décembre 2002, ils bifurquent à Trèves vers Luxembourg, ce qui prive désormais la ligne de la Sarre de trafic longue distance.

### Trafic local
Le transport ferroviaire local de voyageurs a toujours joué un rôle majeur sur la ligne de la Sarre, le service ferroviaire entre Saarholzbach et Sarrebruck étant plus dense que la section nord jusqu'à Trèves. La CityBahn Saar est en service sur la ligne de la Sarre à partir de 1989. Elle assurait un service horaire entre Saarholzbach (en partie depuis Trèves) via Merzig, Sarrelouis, Völklingen et Sarrebruck jusqu'à Homburg (Sarre). Ces trains étaient renforcés par des trains express circulant toutes les deux heures de Merzig via Sarrebruck jusqu'à Kaiserslautern, qui ne s'arrêtaient qu'à Dillingen, Sarrelouis, Völklingen et en partie à Beckingen et Bous. Avec l'introduction du CityBahn, les trains locaux de la Sarre ont été équipés de voitures cafeteria à partir de 1989, notamment sur la ligne sarroise. Cependant, celles-ci furent rapidement supprimées faute de rentabilité. En 1995, les CityBahnen ont été rebaptisées Stadt-Express et à partir de 1998 Regionalbahn (RB) et Regional-Express (RE).
En 1996, on a envisagé de faire circuler des trains pendulaires à traction diesel de Sarrebruck jusqu'à Cologne via l'Eifelbahn au lieu des trains RE à propulsion électrique de Sarrebruck via Coblence. Des problèmes techniques ont contrecarré ce projet, de sorte que la ligne RE entre Sarrebruck et Coblence (Mosel-Saar-Express) avec une liaison de Trèves à Cologne a continué à fonctionner avec des voitures à deux niveaux. Ces trains, cadencés toutes les deux heures, ont été complétés par des RE Trèves – Sarrebruck – Hombourg (– Kaiserslautern) cadencés à l'heure jusqu'en décembre 2014.
Depuis le changement d'horaire 2014/2015, les trains RE circulent toutes les heures de Coblence via Trèves et Sarrebruck jusqu'à Kaiserslautern et toutes les deux heures jusqu'à Mannheim (programme Rheinland-Pfalz-Takt 2015 (de)) de sorte qu'il n'est plus nécessaire de changer ici. Ces trains circulent sous la marque « SÜWEX », qui est l'abréviation de Südwestexpress (Express du sud-ouest).
Enfin, depuis 2019, le train régional RB 71 de Trèves à Homburg HBf via Merzig, Saarlouis, Saarbrücken HBf et St. Ingbert, est cadencé à l'heure, avec des wagons de la classe 1440. Cette liaison avait été complétée par un RB lors du changement d'horaire 2014/2015 sur la liaison (Trèves -) Merzig - Kaiserslautern, également cadencée à l'heure. Cela représente un cadencement de service d'environ une demi-heure entre Merzig et Homburg. En outre, des trains supplémentaires circulent sur le tronçon Trèves – Sarrebourg pendant les heures de pointe en semaine, de sorte qu'il y a ici également un cadencement d'une demi-heure.

### Matériel roulant
Des locomotives de la série prussienne étaient initialement utilisées sur la ligne de la Sarre, notamment des P8 et des T18 (les dernières séries 38 et 78).Pour les trains express, il s'agissait des locomotives standard P10 (renommées plus tard classe 39) et classe unitaire 01.
Pour le transport de marchandises, toutes les locomotives de fret prussiennes ont été utilisées ainsi que la lourde série 44 à l'époque de la Reichsbahn.
Ces types de locomotives sont restés après la Seconde Guerre mondiale. À cela s'y ajoutait la classe 23 pour les transports locaux. Mais ce sont les locomotives de la classe 50 qui ont dominé la scène après la guerre.
Lors de la conversion de la ligne au diesel, les locomotives diesel comme les série V 100 et série V 160 constituaient les moyens de traction habituels. Et, à partir de 1964, il y avait aussi des autorails de la série VT. 24.
Avec l'électrification, les locomotives électriques de la série 110 ont été utilisées pour les trains express, les séries 140 et 151 pour le trafic de marchandises et minier, et la série 141 pour le trafic local. Les trains express et express sur la ligne de la Sarre étaient souvent tractés par des locomotives multicourants des série 181.2. En 2002, on a adopté les automoteurs des séries 425 et 426. Entre-temps, les trains express à destination de Coblence ont été constitués de voitures à deux étages tractées par des motrices électriques série 143 originaires de la RDA
Outre les séries 189 tractant des convois de minerais lourds en double traction, les trains de marchandises sont souvent tirés par des locomotives de la série 185 et occasionnellement de la série 151.
Pour tracter les wagons-torpille entre Dillingen et Völklingen et les trains de marchandises normaux, on a fait souvent appel jusqu'en 2010 à des motrices des CFF. Outre les Re 4/4 II, on a utilisé des Bombardier 484, presque identiques à la série 185.
Les transports de fonte brute (également appelés « trains-soupes » en raison du fret chaud, principalement liquide) entre Dillingen et Völklingen sont exploités sous contrat avec SaarRail GmbH depuis 2011. Les locomotives électriques des séries 139 et 185 ont été utilisées jusqu'en 2013. Puis de 2013 à fin 2018, des BB 37000. Aujourd'hui, ce sont des locomotives Saar Rail GmbH de la série 151 (151 161 et 151 165), récemment révisées, qui sont utilisées.
Depuis décembre 2014 la DB Regio Südwest opère sous le nom de SÜWEX sur le RE 1 (Coblence – Mannheim) des véhicules de la série 429.1 (Stadler Flirt 3) sont utilisés.
Depuis le changement d'horaire hiver 2019, des unités multiples Coradia Continental sont également utilisées sur la ligne de la Sarre. Des essais avaient déjà eu lieu, dans le cadre du trafic régulier, dès octobre 2019. En outre, deux paires de trains du type Bombardier Talent 3 en trois parties desservent en semaine la ligne de la Sarre de Sarrebruck à Trèves (ligne RB71), qui sont exploitées par Vlexx GmbH. Dans le cadre de ces voyages, les unités sont transférées de Vlexx à l'usine DB Regio de Trèves, où Vlexx fait assurer l'entretien de ses multiples unités. Ces voyages sont programmés sous forme de service d'échange avec DB Regio, qui exploite en retour trois paires de trains sur la ligne locale entre Sarrebruck et Neubrücke s/Nahe) (ligne RB73).
Enfin, en raison de ses nombreuses courbes, la ligne est également souvent utilisé pour des essais.